# Bursjön (Norrbo socken, Hälsingland)
Bursjön är en sjö i Hudiksvalls kommun i Hälsingland och ingår i Delångersåns huvudavrinningsområde. Sjön är 15,1 meter djup, har en yta på 0,118 kvadratkilometer och är belägen 216 meter över havet.

## Delavrinningsområde
Bursjön ingår i det delavrinningsområde (687302-153767) som SMHI kallar för Mynnar i Brickabäcken. Medelhöjden är 226 meter över havet och ytan är 2,82 kvadratkilometer. Det finns inga avrinningsområden uppströms utan avrinningsområdet är högsta punkten. Vattendraget som avvattnar avrinningsområdet har biflödesordning 3, vilket innebär att vattnet flödar genom totalt 3 vattendrag innan det når havet efter 70 kilometer. Avrinningsområdet består mestadels av skog (74 procent). Avrinningsområdet har 0,42 kvadratkilometer vattenytor vilket ger det en sjöprocent på 15,1 procent.